# Sherif Ahmeti
Sherif Ahmeti (ur. 1920 w Gumnasellë, zm. 1998) – jugosłowiański i kosowski imam oraz nauczyciel, mufti Prisztiny.

## Życiorys
Uczył się początkowo we wsi Banullë, a w wieku 14 lat został zapisany do medresy w Prisztinie, którą ukończył w maju 1944 roku, następnie został działaczem Balli Kombëtar.
Po zakończeniu II wojny światowej zaangażował się w otwieranie albańskojęzycznych szkół w okolicach Lipljana, a w 1949 roku rozpoczął pracę jako nauczyciel języka albańskiego w Banullë. Równocześnie odbył kurs pedagogiczny w Peciu, następnie został dyrektorem szkoły we wsi Gadime e Ulët (Donje Gadimlje), a w 1952 roku przeniósł się na teren Socjalistycznej Republiki Słowenii, gdzie objął funkcję dyrektora oraz nauczyciela w jednej ze szkół podstawowych. Sprzeciwiał się władzy jugosłowiańskiej, pod wpływem odgórnej presji w 1956 roku zakończył karierę nauczyciela.
Po zakończeniu pracy jako nauczyciel przeniósł się do Gllogoca, gdzie pełnił posługę imama, został także wybrany na przewodniczącego Rady Wspólnoty Islamskiej w Lipljanie i pełnił tę funkcję do 1965 roku, cztery lata później wybrano go na przewodniczącego stowarzyszenia ulemów działającego na terenie Kosowa. Wrócił także do pracy nauczyciela w medresie w Prisztinie, gdzie nauczał apologetyki oraz filozofii islamskiej, a w latach 1970–1983 pełnił funkcję dyrektora tejże medresy.
Pełnił funkcję redaktora naczelnego biuletynu Edukata Islame. W 1985 roku został mianowany muftim Prisztiny. Włożył istotny wkład w rozwój albańskojęzycznej literatury islamskiej, m.in. w 1968 roku wydał przetłumaczony przez siebie ilmihal, a w 1988 roku opublikował tłumaczenie Koranu na język albański. W 1992 roku rozpoczął pracę na Wydziale Studiów Islamskich w Prisztinie. 

## Życie prywatne
Syn Bahtiriego i Ajshii.